# Тетяна Римська
Тетяна Римська, відома також як Свята Тетяна (кінець ІІ ст., Рим — 12 січня 226, Рим) — дочка римського проконсула, побожного християнина, яка таємно прийняла християнство, була страчена в 225 році (за іншими даними в 226 або 230 році) після відмови повернутися до попередньої віри. День пам'яті — 12 січня.
З любові до Ісуса дівчина постановила жити в дівоцтві. Згодом вона стала однією з посвячених Богу жінок-дияконис Латинської церкви, які служили людям ділами милосердя.

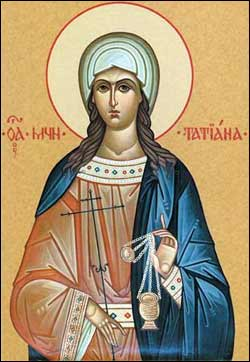

Капличка Святої Тетяни в Миколаєві

За церковними переказами, префект Риму Ульміян, довідавшись, що Тетяна є християнкою, спершу намагався вмовити молоду і надзвичайно вродливу дівчину до відступництва від Христа, щоб вберегти її від смерті. Але Тетяна не зреклася святої віри. Тоді розлючений префект наказав мучити дівчину різними способами, та Бог чудом повертав здоров'я Своїй вірній слузі. Тоді Тетяні відрубали голову. Разом з дочкою загинув і батько, який також відважно визнав свою віру в Христа. Цікаво те, що усі ті римські солдати, які мучили Тетяну за наказом влади, теж згодом зреклися своєї старої віри, покаялись і прийняли християнство.